# کلوکووو (شهرستان وسوکیه مازوویتسکیه)
کلوکووو (به لهستانی:  Klukowo) یک روستا در لهستان است که در گمینا کلوکووو واقع شده‌است. کلوکووو ۶۱۰ نفر جمعیت دارد.